# Deutsches Musicalarchiv
Das Deutsche Musicalarchiv wurde im Jahr 2010 in Freiburg gegründet. Es ist Teil des Zentrum für Populäre Kultur und Musik, einer Forschungseinrichtung der Universität Freiburg. Die Initiative zur Gründung des Deutschen Musical-Archivs ging vom Berliner Theaterwissenschaftler Wolfgang Jansen aus.

## Sammlungen und Bibliothek
Die Bestände umfassen Bücher (Fachliteratur), Zeitschriften, eine umfangreiche Plakatsammlung, Noten, Textbücher, Tonträger und in großem Umfang Programmhefte sowie Pressematerial. Die Sammlung ist öffentlich nutzbar und steht der Wissenschaft wie der interessierten Öffentlichkeit zur Verfügung.
Eingebracht wurden die Sammlungen von Privatsammlern sowie von bedeutenden Theaterinstitutionen wie Verlag Felix Bloch Erben (Berlin), Gallissas Theaterverlag und Medienagentur (Berlin), Verlag Musik und Bühne (Wiesbaden) sowie dem Theater des Westens (Berlin) und des Komponisten Guido Masanetz.

## Förderverein
Das Deutsche Musicalarchiv wird unterstützt vom eingetragenen und gemeinnützigen Verein Freunde und Förderer des Deutschen Musicalarchivs, der 2011 gegründet wurde. Die Mitglieder wollen die Arbeit des Archivs unterstützen, insbesondere bei der Erweiterung der Sammlungsbestände, der Sichtung von kulturhistorisch bedeutsamen Zeugnissen der Musicalentwicklung im deutschsprachigen Theater, ihrer Erforschung sowie bei der Verbreitung der gewonnenen Erkenntnisse.